# Tubulipora phalangea
Tubulipora phalangea is een mosdiertjessoort uit de familie van de Tubuliporidae. De wetenschappelijke naam van de soort is voor het eerst geldig gepubliceerd in 1844 door Couch.